# Gaultheria nubicola
Gaultheria nubicola là một loài thực vật có hoa trong họ Thạch nam. Loài này được D.J.Middleton mô tả khoa học đầu tiên năm 1990.